# Премія Ратцінґера
Премія Ратцінґера — нагорода в галузі богослов'я, яку надає Ватиканська фундація Йозефа Ратцінґера — Бенедикта XVI. Вважається «Нобелівською премією з богослов'я». Нагорода заснована на основі приватних внесків та доходів з публікацій книг Папи Бенедикта XVI. Папа, встановлюючи нагороду, хотів ушанувати осіб, заангажованих у поглиблення богословського знання. Лауреатів обирає наукова рада фундації, яка складається із п'яти осіб. Призовий фонд становить 50 000 євро.

## Лауреати
| Рік  | Лауреат                               | Країна          | Примітки                                                        |
| ---- | ------------------------------------- | --------------- | --------------------------------------------------------------- |
| 2011 | Манліо Сімонетті (1926—2017)          | Італія          | філолог і історик                                               |
| 2011 | Максиміліян Гайм, OCist (*1961)       | Німеччина       | богослов, абат монастиря цистерціанців у Гайліґенкройц          |
| 2011 | Олеґаріо Гонсалес де Кардедал (*1934) | Іспанія         | богослов                                                        |
| 2012 | Браєн Едвард Дейлі, SJ (*1940)        | США             | священник, богослов і історик                                   |
| 2012 | Ремі Браґ (*1947)                     | Франція         | філософ і історик                                               |
| 2013 | Річард Баррідж (*1955)                | Велика Британія | англіканський біблеїст                                          |
| 2013 | Крістіан Шаллер (*1967)               | Німеччина       | богослов                                                        |
| 2014 | Анн-Марі Пеллетьє (*1946)             | Франція         | богослов                                                        |
| 2014 | Вальдемар Хростовський (*1951)        | Польща          | богослов                                                        |
| 2015 | Набіль ель-Хурі (*1941)               | Ліван           | богослов, перекладач Opera omnia Бенедикта XVI на арабську мову |
| 2015 | Маріу ді Франса Міранда (*1946)       | Бразилія        | богослов                                                        |
| 2016 | Інос Біффі (*1934)                    | Італія          | богослов                                                        |
| 2016 | Іоанніс Куремпелес (*1965)            | Греція          | богослов                                                        |
| 2017 | Теодор Дітер (*1951)                  | Німеччина       | богослов                                                        |
| 2017 | Карл-Гайнц Менке (*1950)              | Німеччина       | богослов                                                        |
| 2017 | Арво Пярт (*1935)                     | Естонія         | композитор                                                      |
| 2018 | Маріо Ботта (*1943)                   | Швейцарія       | архітектор                                                      |
| 2018 | Маріанна Шлоссер (*1959)              | Німеччина       | богослов                                                        |
| 2019 | Чарльз Марґрейв Тейлор (*1931)        | Канада          | філософ                                                         |
| 2019 | Поль Бере (*1966)                     | Буркіна-Фасо    | священник і богослов                                            |
| 2020 | Жан-Люк Маріон (*1946)                | Франція         | філософ                                                         |
| 2020 | Трейсі Роуленд (*1963)                | Австралія       | богослов, дослідниця богослов'я Ратцінґера                      |
| 2021 | Ганна Барбара Ґерл-Фальковіц (*1945)  | Німеччина       | філософ                                                         |
| 2021 | Людґер Швінгорст-Шьонберґер (*1957)   | Німеччина       | богослов                                                        |
| 2022 | Мішель Феду, SJ (*1952)               | Франція         | священник і богослов                                            |
| 2022 | Джозеф Вайлер (*1951)                 | США             | правознавець                                                    |
|      |                                       |                 |                                                                 |